# DFB-Pokal der Junioren 2020/21
Der DFB-Pokal der Junioren 2020/21 war die 35. Austragung dieses Wettbewerbs. Es war die vierte Auflage, in der 32 Vereine teilnahmen. Aufgrund der COVID-19-Pandemie wurde in der Spielzeit 2019/20 ein Großteil der A-Junioren-Pokalwettbewerbe der 21 Landesverbände des DFB abgebrochen, ebenso der DFB-Juniorenpokal 2019/20 noch vor der Austragung der Halbfinalpartien. Aus demselben Grund wurde auch der Juniorenpokal 2020/21 Ende April 2021 noch vor der Austragung der Achtelfinalpartien abgebrochen und nicht gewertet.

## Teilnehmer
Die Bestimmung der Teilnehmer erfolgte überwiegend über deren Platzierungen in den drei A-Junioren-Bundesligen.
Lediglich acht Verbände der 21 Landesverbände (Berlin, Hamburg, Sachsen, Saarland, Brandenburg, Baden, Hessen sowie Südbaden) hatten ihre Pokalwettbewerbe vor der 1. Runde des Juniorenpokals 2020/21 beenden können.
Der südwestdeutsche Fußballverband entsandte den für das Landespokalfinale qualifizierten TSV Schott Mainz, da sich dessen Gegner, der Stadtrivale 1. FSV Mainz 05, bereits über die A-Junioren Bundesliga qualifizieren konnte. Genauso verfuhr der niedersächsische Verband, welcher Hannover 96 meldete, da sich dessen Finalgegner VfL Wolfsburg ebenfalls über die Bundesliga qualifiziert hatte. In beiden Landesverbänden wurde das Finale nicht ausgetragen.
Außerdem nahmen die Finalisten der Länderpokale Berlins (1. FC Union Berlin) und Sachsens (Dynamo Dresden) am Wettbewerb teil.
| A-Junioren-Meister 2019/20: - nicht bestimmt A-Junioren Bundesliga Staffel Nord/Nordost 2019/20: - Werder Bremen (1. Platz) - Hertha BSC (2. Platz) - VfL Wolfsburg (3. Platz) - 1. FC Union Berlin (4. Platz, Pokalfinalist Berlin) - Hannover 96 (5. Platz, Pokalfinalist Niedersachsen) 1 - Dynamo Dresden (8. Platz, Pokalfinalist Sachsen) 1 - Holstein Kiel (9. Platz, Vertreter Schleswig-Holstein) - 1. FC Magdeburg (11. Platz, Vertreter Sachsen-Anhalt) A-Junioren Bundesliga Staffel West 2019/20: - 1. FC Köln (1. Platz) - Borussia Dortmund (2. Platz) - Borussia Mönchengladbach (3. Platz) - Bayer 04 Leverkusen (4. Platz, Vertreter Mittelrhein) - Fortuna Düsseldorf (5. Platz, Vertreter Niederrhein) - FC Schalke 04 (6. Platz, Vertreter Westfalen) A-Junioren Bundesliga Staffel Süd/Südwest 2019/20: - FC Bayern München (1. Platz) - 1. FSV Mainz 05 (2. Platz) - VfB Stuttgart (3. Platz) - 1. FC Heidenheim (7. Platz, Vertreter Württemberg) | A-Junioren-Pokalsieger 2019/20: - nicht bestimmt A-Junioren-Pokalsieger der 9 Landesverbände 2019/20: - TSG 1899 Hoffenheim (Baden) - FC Viktoria 1889 Berlin (Berlin) - Energie Cottbus (Brandenburg) - FC St. Pauli (Hamburg) - SV Elversberg (Saarland) - RB Leipzig (Sachsen) - SC Freiburg (Südbaden) - SV Wehen Wiesbaden (Hessen) - TSV Schott Mainz (Südwest) 1 Als Landespokalfinalisten, da sich Mainz 05, RB Leipzig sowie der VfL Wolfsburg über die Juniorenbundesligen qualifiziert hatten. Sonstige: - FC Carl Zeiss Jena (3. Platz A-Junioren-Regionalliga Nordost 2019/20, Vertreter Thüringen) - Hansa Rostock (11. Platz A-Junioren-Regionalliga Nordost 2019/20, Vertreter Mecklenburg-Vorpommern) - 1. FC Nürnberg (Meister der A-Junioren-Bayernliga 2019/20, Vertreter Bayern) - FC Oberneuland (Meister der A-Junioren-Verbandsliga Bremen, Winterrunde 2019/20, Vertreter Bremen) - TuS Koblenz (6. Platz A-Junioren Regionalliga Südwest 2019/20, Vertreter Rheinland) |

## 1. Runde
Die Auslosung der 1. Runde ergab folgende Begegnungen:
| Datum                      |                         | Ergebnis        |                          |
| -------------------------- | ----------------------- | --------------- | ------------------------ |
| 3. Oktober 2020, 11:00 Uhr | SV Wehen Wiesbaden      | 0:3 (0:2)       | Borussia Dortmund        |
| 3. Oktober 2020, 11:00 Uhr | Dynamo Dresden          | 2:3 (1:0)       | VfL Wolfsburg            |
| 3. Oktober 2020, 11:00 Uhr | FC Viktoria 1889 Berlin | 0:1 n. V. (0:0) | Borussia Mönchengladbach |
| 3. Oktober 2020, 11:00 Uhr | Hansa Rostock           | 6:2 (4:2)       | Werder Bremen            |
| 3. Oktober 2020, 11:00 Uhr | Energie Cottbus         | 5:2 (2:1)       | VfB Stuttgart            |
| 3. Oktober 2020, 11:00 Uhr | 1. FC Magdeburg         | 1:3 (0:1)       | FC Schalke 04            |
| 3. Oktober 2020, 11:00 Uhr | Bayer 04 Leverkusen     | 0:4 (0:2)       | 1. FC Köln               |
| 3. Oktober 2020, 11:00 Uhr | Hannover 96             | 1:2 n. V. (1:1) | 1. FC Heidenheim         |
| 3. Oktober 2020, 11:30 Uhr | FC Bayern München       | 8:0 (5:0)       | FC St. Pauli             |
| 3. Oktober 2020, 12:30 Uhr | 1. FC Nürnberg          | 3:1 n. V. (1:1) | TSG 1899 Hoffenheim      |
| 3. Oktober 2020, 13:00 Uhr | FC Carl Zeiss Jena      | 2:1 (1:1)       | Hertha BSC               |
| 3. Oktober 2020, 14:00 Uhr | FC Oberneuland          | 1:3 (0:0)       | Holstein Kiel            |
| 4. Oktober 2020, 11:00 Uhr | TSV Schott Mainz        | 0:2 (0:2)       | SC Freiburg              |
| 4. Oktober 2020, 11:00 Uhr | 1. FC Union Berlin      | 0:3 (0:2)       | Fortuna Düsseldorf       |
| 4. Oktober 2020, 12:00 Uhr | SV Elversberg           | 0:4 (0:2)       | RB Leipzig               |
| 4. Oktober 2020, 12:30 Uhr | TuS Koblenz             | 1:5 (0:3)       | 1. FSV Mainz 05          |

## Achtelfinale
Die Auslosung des Achtelfinales ergab folgende Begegnungen.
Nach der Unterbrechung des Spielbetriebs in allen Juniorenklassen ab November 2020 wurde dieser nicht wieder aufgenommen.
| Datum             |                          | Ergebnis |                    |
| ----------------- | ------------------------ | -------- | ------------------ |
| nicht ausgetragen | FC Carl Zeiss Jena       | : (:)    | FC Bayern München  |
| nicht ausgetragen | Hansa Rostock            | : (:)    | VfL Wolfsburg      |
| nicht ausgetragen | Energie Cottbus          | : (:)    | 1. FSV Mainz 05    |
| nicht ausgetragen | 1. FC Köln               | : (:)    | RB Leipzig         |
| nicht ausgetragen | Holstein Kiel            | : (:)    | 1. FC Nürnberg     |
| nicht ausgetragen | SC Freiburg              | : (:)    | 1. FC Heidenheim   |
| nicht ausgetragen | Borussia Mönchengladbach | : (:)    | Borussia Dortmund  |
| nicht ausgetragen | FC Schalke 04            | : (:)    | Fortuna Düsseldorf |